# J-EAST
JST English Articles of Science and Technology (prescurtat J-EAST) este o bază de date japoneză care cuprinde articole din toate domeniile științei, tehnologiei și medicinii. Baza de date este creată și întreținută de organizația Japan Science and Technology (JST, în japoneză 独立行政法人科学技術振興機構 Dokuritsu Gyousei Houjin Kagaku Gijutsu Shinkou Kikou). Căutarea și consultarea articolelor este gratuită. Toate articolele sînt publicate în limba engleză și constau în citate sau rezumate selectate din aproximativ 3000 de reviste de specialitate, conferințe, rapoarte tehnice etc. Actualizarea bazei de date se face lunar.